# イカルチドリ
イカルチドリ（桑鳲千鳥、Charadrius placidus）は、チドリ目チドリ科チドリ属に分類される鳥類。

## 分布
インド北部、カンボジア、タイ、大韓民国、中華人民共和国、台湾、朝鮮民主主義人民共和国、日本、ネパール、ベトナム、マレーシア、ミャンマー、モンゴル、ラオス、ロシア南東部
夏季に中華人民共和国北部、ウスリー、朝鮮半島などで繁殖し、冬季になると中華人民共和国南部や東南アジアへ南下し越冬する。
日本には亜種イカルチドリが本州、四国、九州で繁殖している。北日本（北海道、本州北部）では、夏季に繁殖のため飛来（夏鳥）し、冬季には温暖な地域に移動する。南西諸島では冬季に越冬のため飛来（冬鳥）する。その他の地域では、周年生息（留鳥）する。

## 形態
全長19-21cm。翼開長45cm。和名のイカルは古語で「大きい、厳めしい」の意。尾羽は長く、静止時には翼よりも尾羽の先端が後方にある。頭頂部と背面は灰褐色、腹面は白い羽毛で覆われる。眼の周囲の羽毛は黄色。嘴から眼を通り側頭部へ続く筋模様（過眼線）が入る。額に斑紋が入り、過眼線と交わる。喉から後頸にかけての羽毛は白く、細い首輪状の斑紋が入る。
嘴は細長く、英名（long-billed=嘴が長い）の由来になっている。後肢は比較的長く、色彩は黄色。
夏羽は頭部や頸部に入る斑紋が黒い。冬羽は頭部や頸部に入る斑紋が暗褐色で、夏羽と比べやや淡くなる。

## 分類
- Charadrius placidus japonicus　　イカルチドリ
- Charadrius placidus placidus　Gray & Gray, 1863

## 生態
河川、湖沼などの周囲に生息する。河川の中流域から上流域で多く見られ、海岸や干潟で観察されることは稀ある。冬季には小規模な群れを形成する。
食性は動物食で、昆虫類、節足動物、ミミズなどを食べる。水辺を徘徊して獲物を探し、捕食してはまた徘徊するということを繰り返す。
繁殖形態は卵生。繁殖期には縄張りを形成する。主に河川の中流域にある河原や中州といった礫地に窪みを掘り小石や枯草を敷いた巣に、日本では3-7月に1回に3-4個の卵を産む。雌雄とも抱卵し、抱卵期間は約27日。雛は孵化後まもなく巣から離れ、親の後を追って歩き出す。親は巣に外敵が近づくと翼を広げて身を屈め傷ついた振り（擬傷）をして巣から離れ、外敵の注意を巣から反らす。雛はその間じっとして動かず、保護色により周囲の小石と見分けることが難しくなる。